# أسامة الشاذلي
أسامة الشاذلي (12 ديسمبر 1973 - 30 مارس 2024) هو روائي وكاتب صحفي مصري.

## حياته وتعليمه
```
تخرج من 
الكلية الحربية المصرية
 عام 1994 وعمل في 
القوات المسلحة
 حتى قدّم استقالته وخرج من الخدمة في يناير 2005. عمل في عدة مواقع إخبارية ناقدًا سينمائيًّا بعد دراسة حرة للنقد السينمائي، وشارك في تأسيس موقع «السينما» وموقع «كسرة»، وله العديد من المقالات التي نشرت في مواقع 
المصري اليوم
 والبديل والبداية والتحرير.
```

## مؤلفاته
صدرت له 8 روايات، وهي:
1. «سيد الأحلام» في العام 2009 عن دار نشر الكاتب.
2. «قهوة الحرية» في العام 2010 عن دار نشر الأندلس.
3. «كفر العبيط» في العام 2012 عن دار نهضة مصر.
4. «نوستالجيا» عن نفس الدار عام 2013.
5. «سيرة عباد الشمس» التي صدرت في آب/أغسطس 2014 عن دار المصري.
6. «أغسطس - أسفار العبث» في يناير 2016 عن دار بيت الياسمين.
7. «نورماندي» في 2021 عن دار نول.
8. «السلطان» في 2024 عن دار إبداع للترجمة والنشر.

شارك في تأسيس إحدى أول الإذاعات الأون لاين في الوطن العربي «تيت راديو» عام 2008، واستمر فيه إلى العام 2010. شارك في إعداد العديد من البرامج التلفزيونية وقدم برنامجًا إذاعيًا ساخرًا على إذاعة «ميجا إف إم» بعنوان: ولاد الحرام عام 2011.